# Novocserkasszki Villamosmozdonygyár

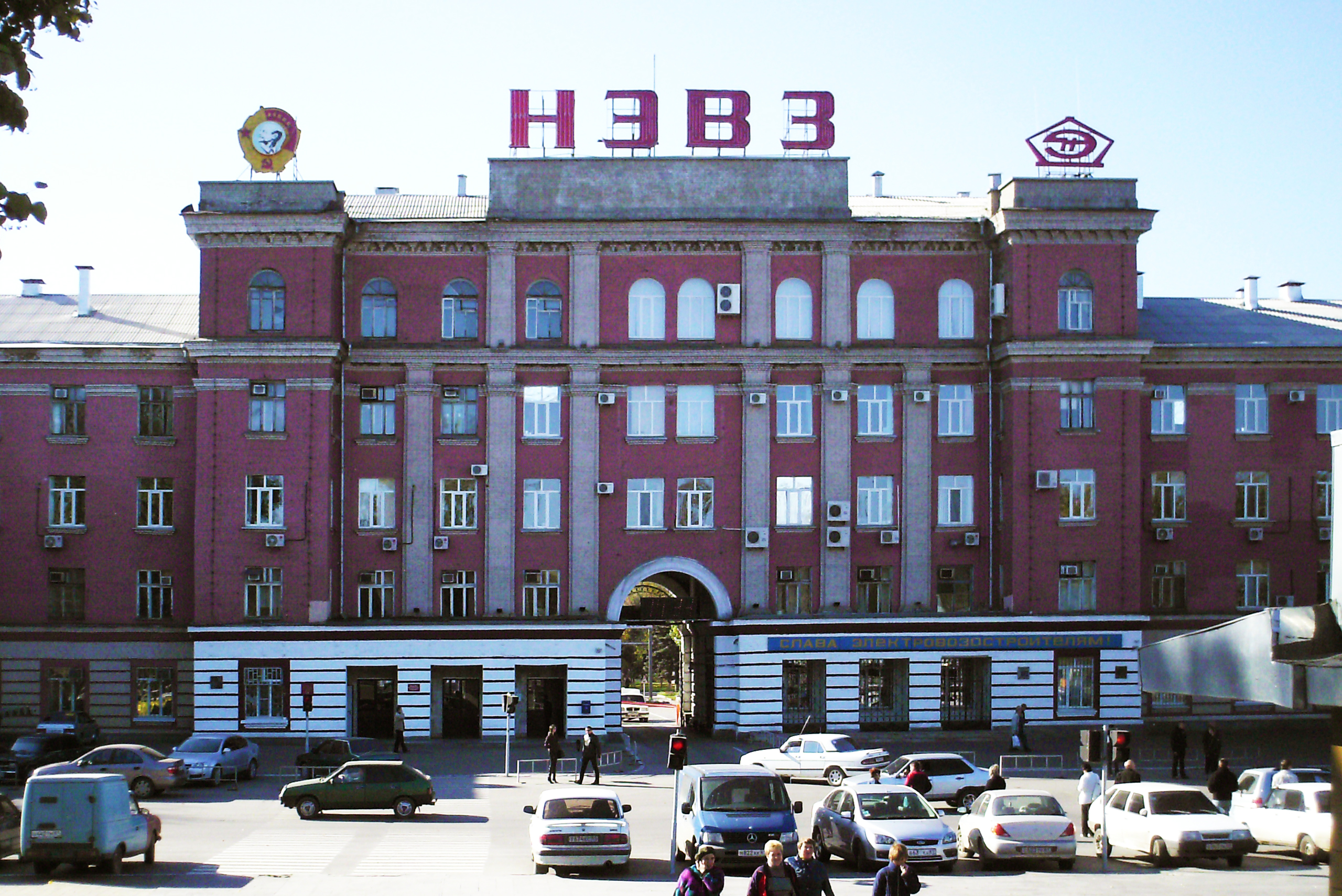
A gyár bejárata

A Novocserkasszki Villamosmozdonygyár (oroszul: Новочеркасский электровозостроительный завод, magyar átírásban: Novocserkasszkij elektrovozosztroityelnij zavod) egy villamosmozdonyokat készítő gépgyár, amelyet a Szovjetunióban, Novocserkasszk városában alapítottak 1936-ban. Építése 1932-ben indult meg, 1936-ban kezdődött a gyártás, akkor még gőzmozdonyokkal. A gyár munkásai közül több áldozatul esett az 1962. június 2-án a Novocserkasszki tömeggyilkosság, amikor a sztrájk leverésének során agyonlőtték őket. Napjaink Oroszországában, a Rosztovi területen működik, a Transzmasholding része.

## Gyártmányai
- E5K, 2ESZ5K, 3ESZ5K Jermak, 4, 8 és 12 tengelyes, váltóáramú, tehervonati mozdonyok
- 2ESZ4K Doncsak, a  Jermak mozdony egyenáramú változata
- 2ESZ6 Szinara egyenáramú villamos mozdony
- EP1 és EP1M, váltakozóáramú személyvonati mozdony
- RZSD EP10
- VL10
- RZSD VL22
- RZSD VL23
- RZSD VL60
- RZSD VL65
- VL80
- RZSD VL82
- RZSD VL85
- RZSD VL86
- CNR 8G
- PKP ET42 sorozat
- VR Sr1 sorozat
- OPE1